# Formazioni di Superliga serba di pallavolo maschile 2013-2014
Formazioni delle squadre di pallavolo partecipanti alla stagione 2013-2014 del campionato di Superliga serba.

## Ðerdap Kladovo
| N° | Nome                 | Ruolo | Data di nascita   | Nazionalità sportiva |
| -- | -------------------- | ----- | ----------------- | -------------------- |
| -  | Milan Tošić          | All   | 25 luglio 1981    | Serbia               |
| 1  | Goran Škundrić       | L     | 23 novembre 1987  | Serbia               |
| 2  | Đorđe Ilić           | C     | 23 settembre 1994 | Serbia               |
| 3  | Aleksandar Ivković   | P     | 28 marzo 1990     | Serbia               |
| 4  | Vukašin Rajković     | P     | 13 febbraio 1995  | Serbia               |
| 5  | Srećko Ristić        | S     | 19 settembre 1986 | Serbia               |
| 6  | Danilo Mirosavljević | C     | 11 aprile 1989    | Serbia               |
| 7  | Petar Krsmanović     | C     | 1º giugno 1990    | Serbia               |
| 8  | Miloš Ateljević      | S/O   | 21 maggio 1982    | Serbia               |
| 9  | Nenad Ćosić          | S     | 5 novembre 1990   | Serbia               |
| 10 | Nikola Živanović     | P     | 19 dicembre 1992  | Serbia               |
| 12 | Dragan Svetozarević  | S/O   | 16 agosto 1972    | Serbia               |
| 13 | Nikola Antić         | S     | 22 maggio 1995    | Serbia               |
| 14 | Strahinja Brzaković  | S/O   | 1994              | Serbia               |

## Mladi Radnik
| N° | Nome                 | Ruolo | Data di nascita   | Nazionalità sportiva |
| -- | -------------------- | ----- | ----------------- | -------------------- |
| -  | Dragan Bonić         | All   | 29 settembre 1975 | Serbia               |
| 1  | Ognjen Duduj         | C     | 22 settembre 1986 | Serbia               |
| 2  | Tomislav Vučković    | S     | 1996              | Serbia               |
| 3  | Dimitrije Pantić     | S     | 19 marzo 1993     | Serbia               |
| 4  | Darko Savić          | C     | 1995              | Serbia               |
| 5  | Vukašin Rajković     | S     | 13 febbraio 1995  | Serbia               |
| 6  | Filip Kovačević      | S     | 19 marzo 1996     | Serbia               |
| 7  | Nikola Petrović      | P     | 1994              | Serbia               |
| 8  | Nemanja Mašulović    | C     | 5 ottobre 1995    | Serbia               |
| 9  | Ivica Jevtić         | S     | 26 luglio 1983    | Serbia               |
| 10 | Dragan Spasojević    | S     | 1984              | Serbia               |
| 11 | Aleksandar Milošević | S     | 28 ottobre 1995   | Serbia               |
| 12 | Nikola Peković       | L     | 6 marzo 1990      | Serbia               |
| 13 | Nemanja Kočanović    | S/O   | 6 dicembre 1990   | Serbia               |
| 14 | Tomo Micić           | S/O   | 12 maggio 1990    | Serbia               |
| 15 | Ivan Ilić            | S     | 25 gennaio 1988   | Serbia               |

## Partizan
| N° | Nome              | Ruolo | Data di nascita  | Nazionalità sportiva |
| -- | ----------------- | ----- | ---------------- | -------------------- |
| -  | Milan Đuričić     | All   | -                | Serbia               |
| 1  | Boris Buša        | S     | 1997             | Serbia               |
| 4  | Nikola Žugić      | P     | 1997             | Serbia               |
| 5  | Dušan Lopar       | C     | 1991             | Serbia               |
| 6  | Ivan Kostić       | P     | 1988             | Serbia               |
| 7  | Petar Palibrk     | C     | 1983             | Serbia               |
| 8  | Ivan Steljić      | S     | 31 gennaio 1981  | Serbia               |
| 9  | Milija Mrdak      | S/O   | 26 ottobre 1991  | Serbia               |
| 10 | Neven Majstorović | S     | 1989             | Serbia               |
| 11 | Bojan Rajković    | L     | 15 febbraio 1991 | Serbia               |
| 12 | Nemanja Jokanović | P     | 31 dicembre 1993 | Serbia               |
| 13 | Marko Nikolić     | S     | 22 giugno 1990   | Serbia               |
| 14 | Luka Veličković   | S     | 1995             | Serbia               |
| 15 | Petar Nikolić     | C     | 1992             | Serbia               |
| 16 | Nemanja Jevtić    | L     | 27 luglio 1992   | Serbia               |
| 17 | Marko Popović     | S     | 13 gennaio 1994  | Serbia               |

## Radnički Kragujevac
| N° | Nome                  | Ruolo | Data di nascita   | Nazionalità sportiva |
| -- | --------------------- | ----- | ----------------- | -------------------- |
| -  | Dejan Matić           | All   | -                 | Serbia               |
| 1  | Lazar Ćirović         | S     | 26 febbraio 1992  | Serbia               |
| 2  | Petar Premović        | S/O   | 1994              | Serbia               |
| 3  | Igor Jovanović        | P     | 17 maggio 1990    | Serbia               |
| 4  | Duško Dronjak         | S     | 1994              | Serbia               |
| 5  | Arsenije Protić       | L     | 1990              | Serbia               |
| 6  | Ivan Perović          | S     | 17 settembre 1991 | Serbia               |
| 7  | Dušan Vulović         | S     | 1985              | Serbia               |
| 8  | Radiša Stevanović     | S/O   | 29 marzo 1990     | Serbia               |
| 9  | Milan Ilić            | P     | 3 agosto 1977     | Serbia               |
| 11 | Uglješa Ilić          | S/O   | 1998              | Serbia               |
| 13 | Marko Maksimović      | C     | 1985              | Serbia               |
| 14 | Aleksandar Blagojević | C     | 5 agosto 1993     | Serbia               |
| 15 | Srđan Pantelić        | L     | 14 settembre 1988 | Serbia               |
| 16 | Nikola Goić           | C     | 1994              | Serbia               |

## Ribnica
| N° | Nome                 | Ruolo | Data di nascita   | Nazionalità sportiva |
| -- | -------------------- | ----- | ----------------- | -------------------- |
| -  | Boško Mačužić        | All   |                   | Serbia               |
| 1  | Luka Marinković      | C     | 1990              | Serbia               |
| 2  | Dušan Stojsavljević  | S     | 31 agosto 1981    | Serbia               |
| 3  | Vladimir Usiljanin   | S     | 20 settembre 1983 | Serbia               |
| 4  | Stefan Okošanović    | S/O   | 14 agosto 1994    | Serbia               |
| 5  | Matija Pavlović      | C     | 21 luglio 1994    | Serbia               |
| 6  | Branislav Seizović   | S     | 1996              | Serbia               |
| 7  | Mladen Bojović       | C     | 20 febbraio 1986  | Serbia               |
| 8  | Lazar Močić          | L     | 1993              | Serbia               |
| 9  | Branislav Radović    | S/O   | 1991              | Serbia               |
| 10 | Predrag Bićanin      | P     | 11 marzo 1988     | Serbia               |
| 11 | Nikola Veljović      | P     | 11 ottobre 1993   | Serbia               |
| 12 | Slobodan Milovanović | C     | 3 marzo 1988      | Serbia               |
| 13 | Ignjat Milinković    | S     | 1995              | Serbia               |
| 15 | Mirko Radević        | C     | 3 febbraio 1987   | Serbia               |

## Spartak Ljig
| N° | Nome                 | Ruolo | Data di nascita   | Nazionalità sportiva |
| -- | -------------------- | ----- | ----------------- | -------------------- |
| -  | Bogdan Veličković    | All   | -                 | Serbia               |
| 1  | Mario Majcan         | P     | 1985              | Serbia               |
| 2  | Nikola Gajević       | C     | 1996              | Serbia               |
| 3  | Vladimir Todosijević | L     | 1990              | Serbia               |
| 4  | Uroš Gajić           | C     | 1994              | Serbia               |
| 5  | Milan Šatora         | P     | 1984              | Serbia               |
| 6  | Marko Adamović       | S     | 1985              | Serbia               |
| 7  | Uroš Drapšin         | C     | 1989              | Serbia               |
| 8  | Radosav Dojčilović   | S/O   | 1984              | Serbia               |
| 9  | Vukašin Smiljanić    | L     | 26 dicembre 1995  | Serbia               |
| 10 | Srđan Milosavljević  | S     | 1993              | Serbia               |
| 11 | Aleksandar Karišik   | C     | 1982              | Serbia               |
| 12 | Nemanja Ivanović     | P     | 1995              | Serbia               |
| 13 | Marko Maksimović     | C     | 1997              | Serbia               |
| 14 | Marko Radosavljević  | S/O   | 30 settembre 1995 | Serbia               |
| 15 | Nemanja Opačić       | S     | 16 gennaio 1991   | Serbia               |

## Spartak Subotica
| N° | Nome                | Ruolo | Data di nascita | Nazionalità sportiva |
| -- | ------------------- | ----- | --------------- | -------------------- |
| -  | Aleksandar Petrović | All   | -               | Serbia               |
| 1  | Miran Kujundžić     | S     | 1997            | Serbia               |
| 2  | Miomir Crnjanski    | S/O   | 1989            | Serbia               |
| 3  | Nemanja Jungić      | S     | 1995            | Serbia               |
| 4  | Aleksandar Janačkov | C     | 1990            | Serbia               |
| 5  | Aleksandar Vidakov  | L     | 1991            | Serbia               |
| 6  | Ljubiša Janjić      | C     | 1982            | Serbia               |
| 7  | Ismar Elezović      | P     | 1981            | Serbia               |
| 8  | Luka Čajić          | S     | 1997            | Serbia               |
| 9  | Ivan Konkolj        | S     | 1989            | Serbia               |
| 12 | Uroš Kecman         | P     | 1988            | Serbia               |
| 13 | Milan Pualić        | S     | 1995            | Serbia               |
| 14 | Luka Medić          | S/O   | 4 agosto 1993   | Serbia               |
| 15 | Stefan Ilić         | C     | 29 luglio 1986  | Serbia               |
| 17 | Nemanja Stefanović  | P     | 2 dicembre 1989 | Serbia               |

## Jedinstvo Stara Pazova
| N° | Nome                | Ruolo | Data di nascita  | Nazionalità sportiva |
| -- | ------------------- | ----- | ---------------- | -------------------- |
| -  | Željko Vukelić      | All   | -                | Serbia               |
| 1  | Dragan Jovanović    | S     | 1981             | Serbia               |
| 3  | Milan Zindović      | S     | 1983             | Serbia               |
| 6  | Miloš Milisavljević | S/O   | 11 agosto 1993   | Serbia               |
| 7  | Darko Lojaničić     | L     | 1996             | Serbia               |
| 8  | Miroslav Radišić    | S     | 1973             | Serbia               |
| 9  | Aleksandar Rašić    | L     | 1995             | Serbia               |
| 10 | Ivan Bubulj         | S     | 8 luglio 1990    | Serbia               |
| 11 | Blažo Janjušević    | P     | 1989             | Serbia               |
| 12 | Nikola Matijašević  | C     | 15 marzo 1983    | Serbia               |
| 13 | Nikola Munćan       | C     | 21 agosto 1987   | Serbia               |
| 14 | Danilo Stokuća      | C     | 28 febbraio 1985 | Serbia               |
| 17 | Nenad Paravinja     | P     | 1996             | Serbia               |

## Stella Rossa
| N° | Nome                | Ruolo | Data di nascita   | Nazionalità sportiva |
| -- | ------------------- | ----- | ----------------- | -------------------- |
| -  | Duško Nikolić       | All   | 26 aprile 1974    | Serbia               |
| 1  | Aleksandar Okolić   | C     | 26 giugno 1993    | Serbia               |
| 3  | Nikola Stoković     | P     | 1º dicembre 1995  | Serbia               |
| 4  | Milan Petrić        | S     | 4 agosto 1991     | Serbia               |
| 5  | Đorđe Borovičanin   | S     | 22 novembre 1994  | Serbia               |
| 6  | Filip Stoilović     | S     | 10 ottobre 1992   | Serbia               |
| 7  | Aleksandr Gmitrović | S     | 23 novembre 1994  | Serbia               |
| 8  | Lazar Koprivica     | S     | 8 novembre 1991   | Serbia               |
| 9  | Vuk Milutinović     | C     | 29 maggio 1991    | Serbia               |
| 10 | Raško Jovanović     | S     | 6 febbraio 1992   | Serbia               |
| 12 | Dušan Petković      | S/O   | 27 gennaio 1992   | Serbia               |
| 13 | Nikola Jovanović    | C     | 16 giugno 1992    | Serbia               |
| 14 | Aleksa Brković      | S     | 22 luglio 1995    | Serbia               |
| 17 | Maksim Buculjević   | P     | 20 settembre 1991 | Serbia               |
| 18 | Filip Vujić         | L     | 17 ottobre 1989   | Serbia               |

## Vojvodina
| N° | Nome                   | Ruolo | Data di nascita | Nazionalità sportiva |
| -- | ---------------------- | ----- | --------------- | -------------------- |
| -  | Strahinja Kozić        | All   | -               | Serbia               |
| 1  | Stevan Simić           | C     | 21 marzo 1996   | Serbia               |
| 2  | Lazar Kolarić          | L     | 12 ottobre 1994 | Serbia               |
| 3  | Boris Martinović       | C     | 11 maggio 1992  | Serbia               |
| 4  | Čedomir Stanković      | C     | 11 aprile 1993  | Serbia               |
| 6  | Stefan Basta           | S     | 1990            | Serbia               |
| 7  | Aleksandar Veselinović | S     | 1990            | Serbia               |
| 8  | Milan Katić            | S     | 22 ottobre 1993 | Serbia               |
| 9  | Miroslav Vrban         | S/O   | 28 gennaio 1991 | Serbia               |
| 11 | Dejan Radić            | C     | 1984            | Serbia               |
| 12 | Miodrag Milutinov      | S     | 8 febbraio 1995 | Serbia               |
| 13 | Vanja Eremić           | S     | 25 maggio 1995  | Serbia               |
| 14 | Neđeljko Radović       | P     | 4 giugno 1996   | Serbia               |
| 15 | Veljko Petković        | P     | 23 gennaio 1977 | Serbia               |
| 16 | Dražen Luburić         | S/O   | 1993            | Serbia               |
| 17 | Mihajlo Stanković      | S     | 1993            | Serbia               |
| 18 | Milorad Kapur          | L     | 15 marzo 1991   | Serbia               |